# Ernst Öberg
Ernst Axel Öberg, född 13 november 1869 i Stockholm, död 1 februari 1938 på Höstsol i Täby, svensk skådespelare.
Ernst Öberg var son till bildhuggaren Karl Axel Öberg och Sofia Gustava Charlotta Silvius. Efter en tvåårig kurs vid Dramatiska teaterns elevskola kom han 1894 till August Lindbergs teatersällskap, där han fick god kritik. 1896–1897 var han anställd hos Emil von der Osten. Vid turnéns gästspel på Arenateatern i Stockholm framträdde han bland annat som Jago i Othello. 1897–1898 var Öberg knuten till Svenska Teatern i Helsingfors men återvände därefter till Sverige och tog på nytt anställning hos Emil von der Osten, där han, med avbrott för en anställning hos Hjalmar Selander 1899–1900 stannade till 1901. Under åren 1901–1903 och 1909–1913 hos Hugo Rönnblad samt 1905–1908 hos Alfred Lundberg spelade han även borgerligt skådespel och folkkomedi med framgång. I Stockholm uppträdde han hos Albert Ranft på Östermalmsteatern 1903–1904 som Engelbrekt i Engelbrekt och hans dalkarlar och Sten Sture i Sten Stures löfte. På senare år var han knuten till Oscar Winges teatern men lämnade scenen mot slutet av 1920-talet.
Öberg filmdebuterade 1919. Han medverkade i sex filmproduktioner.

## Filmografi
- 1928 - Gustaf Wasa
- 1925 – När Bengt och Anders bytte hustrur
- 1924 – Trollebokungen
- 1919 - Hans nåds testamente
- 1919 - Dunungen

## Teater

### Roller (ej komplett)
| År   | Roll                             | Produktion                                           | Regi             | Teater                        |
| ---- | -------------------------------- | ---------------------------------------------------- | ---------------- | ----------------------------- |
| 1897 | Björn gamle                      | Axel och Walborg Adam Oehlenschläger                 | August Arppe     | Svenska Teatern, Helsingfors  |
| 1897 | Alfred Klapproth                 | Tokerier Carl Laufs                                  | Mauritz Swedberg | Svenska Teatern, Helsingfors  |
| 1907 | Efraim Sandell                   | Garfvar-Olle Harald Leipziger                        |                  | Alfred Lundbergs sällskap     |
| 1907 | Ehrenbrecht                      | Friaren från Värmland Johan Jolin                    |                  | Alfred Lundbergs sällskap     |
| 1914 | Gerhard Konik, karikatyrtecknare | 2 X 2=5 (To Gange to er fem) Gustav Wied             | Olof Hillberg    | Olof Hillbergs sällskap       |
| 1914 | Basil Hallward, målare           | Dorian Gray (The Picture of Dorian Gray) Oscar Wilde | Olof Hillberg    | Olof Hillbergs sällskap       |
| 1925 |                                  | Öregrund-Östhammar Selfrid Kinmansson                | Axel Hultman     | Vanadislundens friluftsteater |
| 1926 | Grosshandlare Pettersson         | Skärgårdsflirt Gideon Wahlberg                       |                  | Mosebacketeatern              |
| 1930 |                                  | Spanska flugan Franz Arnold och Ernst Bach           | Elis Ellis       | Odéonteatern                  |